# Asianopis lini
Espèce
Asianopis lini est une espèce d'araignées aranéomorphes de la famille des Deinopidae.

## Distribution
Cette espèce est endémique du Sabah en Malaisie,. Elle se rencontre dans le Banjaran Crocker.

## Description
Le mâle holotype mesure 16,95 mm.

## Systématique et taxinomie
Cette espèce a été décrite par Omelko et Fomichev en 2025.

## Étymologie
Cette espèce est nommée en l'honneur de Ye-jie Lin.

## Publication originale
- Omelko & Fomichev, 2025 : « New data on Asianopis (Aranei: Deinopidae) in Southeast Asia. » Zootaxa, no 5637(2), p. 311-325.